# Ferenc Orsós

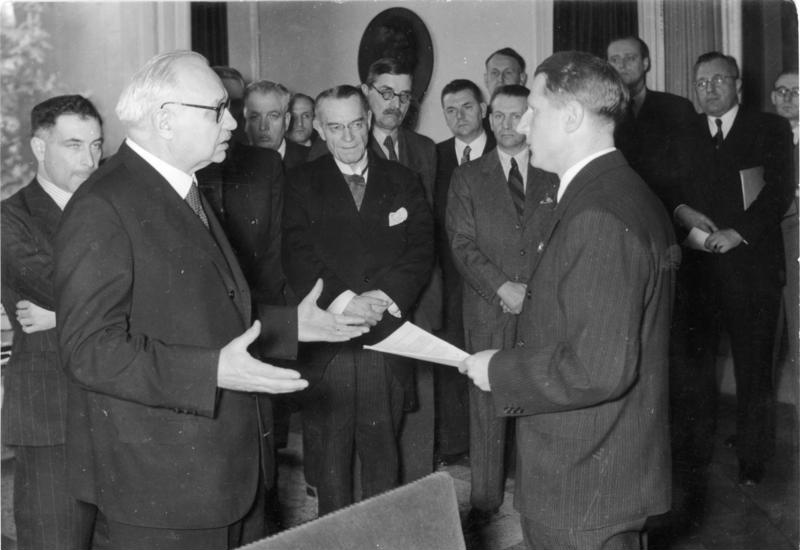
Prof. Orsós na spotkaniu członków Międzynarodowej Komisji z ministrem zdrowia Rzeszy w Berlinie, 1943 r. (Prof. Orsós stoi 2. od lewej)

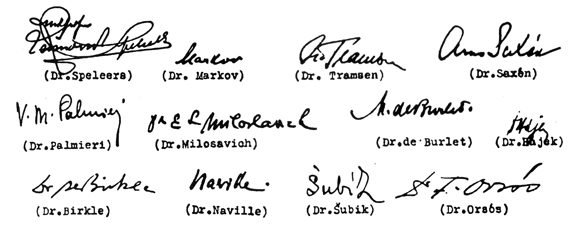
Podpis prof. Orsósa pod protokołem końcowym Międzynarodowej Komisji Katyńskiej, 1943 r.

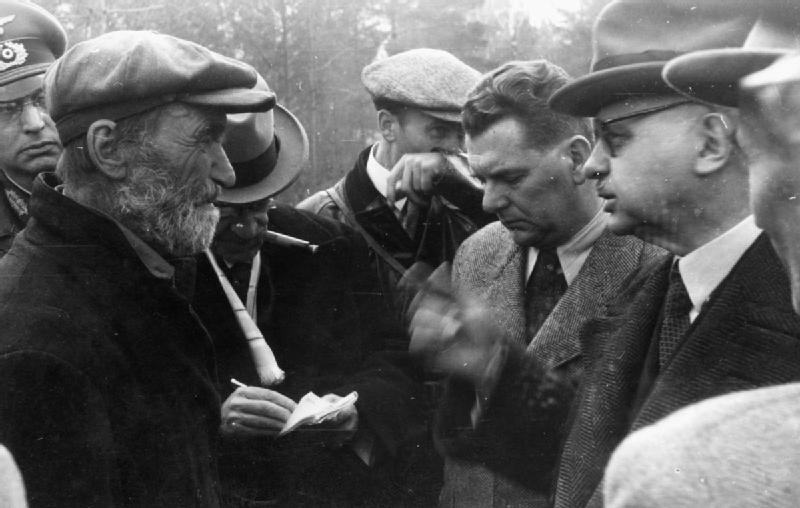
Ferenc Orsós w rozmowie ze świadkiem zbrodni katyńskiej Parfemonem Kisielewem.

Ferenc Orsós (ur. 22 sierpnia 1879 Temeszwar, zm. 25 lipca 1962 Moguncja) – węgierski patolog, jeden z dwunastu lekarzy, którzy w kwietniu 1943 r. udali się w składzie Międzynarodowej Komisji do Katynia, aby osobiście dokonać sekcji zwłok zamordowanych polskich oficerów i ustalić czas popełnienia zbrodni.

## Życiorys
Ferenc Orsós urodził się w 1879 r. w Temeszwarze (Siedmiogród). Ukończył medycynę w Budapeszcie, a następnie pracował w Peczu. Podczas I wojny światowej był jeńcem w Rosji. Po zakończeniu wojny został dyrektorem Wydziału Medycyny Sądowej na Uniwersytecie w Budapeszcie. W 1928 r. został członkiem Węgierskiej Akademii Nauk. Do 1943 r. wykonał tysiące obdukcji i opracował metodę określania czasu śmierci. W Katyniu uczestniczył w sekcji zwłok pomordowanych polskich oficerów, został wybrany przez tenże zespół na jego przewodniczącego i był jednym z sygnatariuszy protokołu końcowego, w którym ustalono, że mordu dokonano na wiosnę 1940 r. Pełnił tam również rolę tłumacza ze względu na swoją znajomość rosyjskiego. W 1943 r. wraz z doktorem Alexandru Birkle wziął udział w badaniu miejsc masowych zbrodni NKWD na Ukrainie z lat 1937-1938. Prof. Orsós był również prezesem Węgierskiej Izby Lekarskiej. W grudniu 1944 r., w obawie przed zbliżającą się armią sowiecką, uciekł do Niemiec. Od 1946 r. mieszkał w Berlinie Zachodnim. W 1952 r., wraz z Helge Tramsenem i Vincenzo Mario Palmierim, uczestniczył w przesłuchaniach Komisji Senatu USA w sprawie mordu katyńskiego.
Zmarł w 1962 r. w Moguncji.